# Тийлиге
Ти́йлиге (эст. Tiilige), на местном наречии также Тийлике (эст. Tiilike) — деревня в волости Сетомаа уезда Вырумаа, Эстония. Исторически относится к нулку Лухамаа. 
До административной реформы местных самоуправлений Эстонии 2017 года входила в состав волости Миссо (упразднена).

## География и описание
Расположена в 26 километрах к юго-востоку от уездного центра — города Выру , и в 39 километрах к югу от волостного центра — посёлка Вярска. Высота над уровнем моря — 191 метр.
Климат переходный от морского к континентальному. Официальный язык — эстонский. Почтовый индекс — 65037.

## Население
По данным переписи населения 2021 года, в Тийлиге насчитывалось 6 жителей, из них 4 (66,7%) — эстонцы (сету в перечне национальностей выделены не были).
По данным переписи населения 2011 года, в деревне проживали 8 человек, все — эстонцы (сету в перечне национальностей выделены не были).
Численность населения деревни Тийлиге по данным переписей населения СССР и Департамента статистики Эстонии:
| Год  | 1959 | 1970 | 1979 | 1989 | 2000 | 2011 | 2018 | 2019 | 2020 | 2021 |
| ---- | ---- | ---- | ---- | ---- | ---- | ---- | ---- | ---- | ---- | ---- |
| Чел. | 57   | ↘ 42 | ↗ 78 | ↘ 40 | ↘ 14 | ↘ 9  | ↗ 11 | ↘ 9  | ↘ 8  | ↘ 6  |

## История
Первое упоминание о деревне относится к 1866–1867 годам — Тиликова (на военно-топографических картах Российской империи (1846–1863 годы), в состав которой входила Лифляндская губерния). В 1872 году упоминается Tiiliste, в 1882 году — Тилики, в 1904 году — Tiiliste, Tiiliga, Тю́лики, примерно в 1920 году — Tiilike.
В XIX веке деревня входила в общину Железово и относилась к Паниковскому приходу (эст. Pankjavitsa kogudus).
В 1977—1997 годах в состав Тийлиге официально входила деревня Леймани.

## Комментарии
1. ↑  Эстонские топонимы, оканчивающиеся на -а, не склоняются и не имеют женского рода (исключение — Нарва)[8].